# James W. Washington
James W. Washington Jr. (* 10. November 1911 in Gloster, Mississippi; † 7. Juni 2000 in Seattle, Washington) war ein amerikanischer Maler und Bildhauer. Er gilt als wichtiges Mitglied der Northwest School und war für seine spirituell geprägten Werke bekannt.

## Leben
James W. Washington wurde in Gloster, Mississippi, geboren und wuchs in einer religiösen Familie auf; sein Vater war Baptistenprediger. Schon früh interessierte er sich für Kunst und begann als Teenager zu malen. Während der Weltwirtschaftskrise arbeitete er für das Civilian Conservation Corps und später für die Works Progress Administration (WPA), wo er seine künstlerischen Fähigkeiten weiterentwickelte. 
1944 zog James W. Washington in den Nordwesten der USA und arbeitete als Elektriker auf der Bremerton Naval Shipyard. In Seattle fand er Anschluss an die lokale Kunstszene und stellte seine Werke in der Little Gallery von Frederick & Nelson aus. Dort lernte er Künstler wie Mark Tobey kennen, die seinen künstlerischen Werdegang beeinflussten.

## Werk
James W. Washingtons Werk ist stark von seiner religiösen Erziehung und seinem spirituellen Glauben geprägt. Seine Skulpturen, oft aus Stein oder Bronze, zeichnen sich durch abstrakte Formen aus, die universelle Themen wie Frieden, Einheit und Spiritualität darstellen. Er betrachtete seine Kunst als Mittel, eine tiefere spirituelle Verbindung zu fördern und die kreative Seite der Religion zu betonen.